# La Lecture de la lettre
La Lecture de la lettre est un tableau peint par Pablo Picasso en 1921. Cette huile sur toile est le portrait de deux jeunes hommes lisant une lettre, ce que la critique interprète comme un autoportrait de l'artiste aux côtés de son ami disparu, le poète Guillaume Apollinaire. Elle est aujourd'hui conservée au musée Picasso, à Paris.

## Expositions
- Apollinaire, le regard du poète, musée de l'Orangerie, Paris, 2016 — n°204.